# Năstăseni, Bacău
Năstăseni este un sat în comuna Parincea din județul Bacău, Moldova, România.